# Église Saint-Étienne de Velles
L'église Saint-Étienne est une église catholique française. 

## Situation
L'église est située au centre de la commune de Velles, dans le département de l'Indre, en région Centre-Val de Loire. L'église dépend de l'archidiocèse de Bourges.

## Description

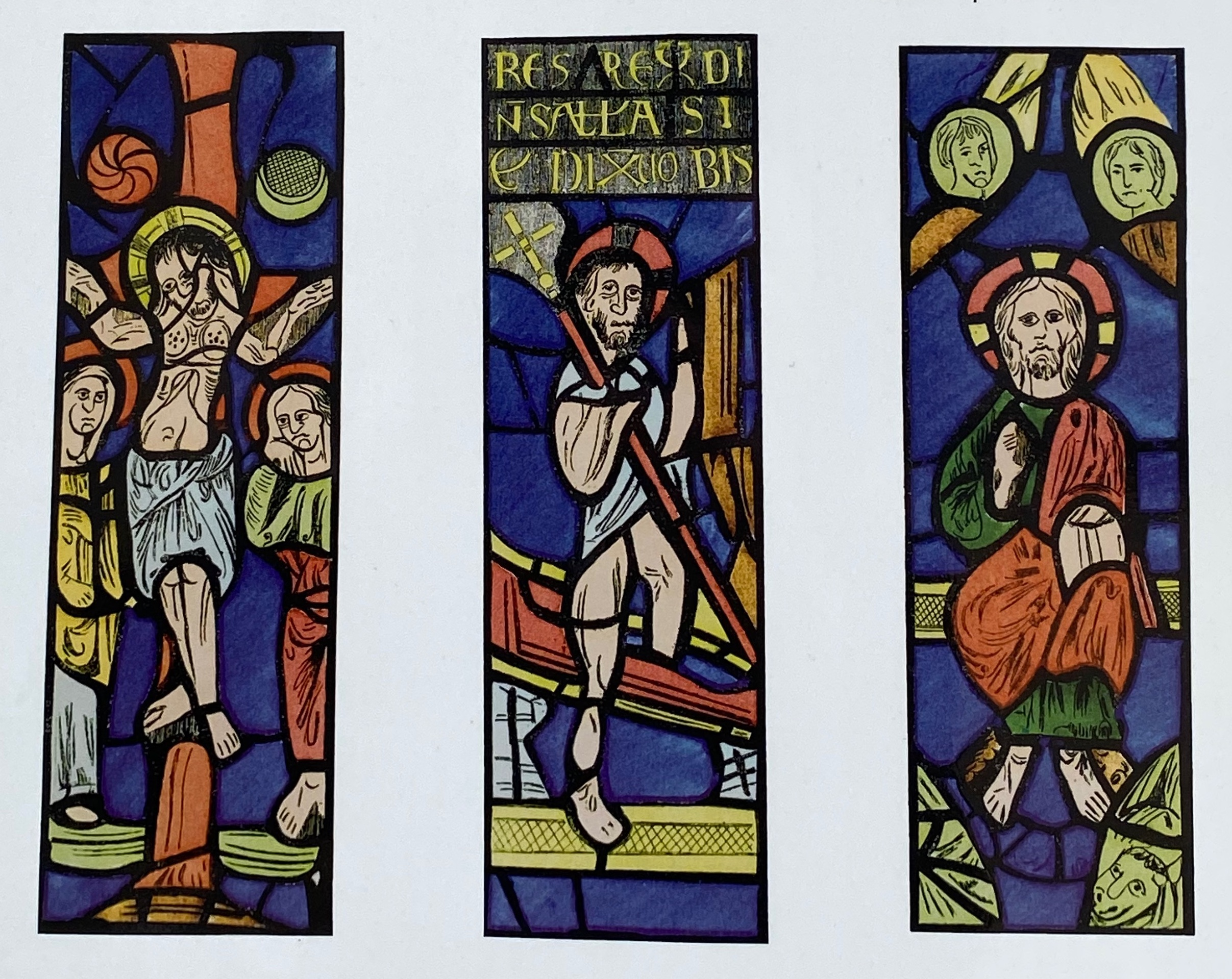
Vitraux anciens de l'église de Velles.

Dès la fin du haut moyen-âge, XIe et XIIe siècles, la paroisse de Velles est érigée en prieuré, dépendant de l'abbaye Saint Gildas. L'église construite contient deux chapelles et les deux principales familles aristocratiques du village, De Boisé et De La Faire y ont leur chapelle où ils sont enterrés.
L'église est entièrement reconstruite dans les années 1860 par Alfred Dauvergne dans un style néogothique.  Elle offre un plan assez simple, composé d’une nef à quatre travées, et de deux chapelles latérales formant transept. Elle se termine à l’est par une abside à cinq pans. L’ensemble est voûté d’ogives. 
Dans le clocher, deux petites cloches, dont l'une datée de 1402 et l'autre, plus récente, est baptisée Marie Charlotte le 24 décembre 1961 ; elles entourent la grosse cloche de 1870 baptisée Euphrasie.
Dans le chœur, deux grands tableaux donnés par Anne de Montaigu en 1882 et 1886 et récemment classés, représentent Le martyre de Sainte Solange et La Charité de Sainte Euphrasie.

## Les vitraux
Les vitraux de l'église Velles ont été réalisés à divers moments des 19e et 20e siècles. Le vitrail de la baie d'axe, postérieur de deux ans à la reconstruction de l'église, a été installé par Julien-Léopold Lobin en 1867. Il est entouré d'une série de vitraux anonymes offerts par la famille Balsan, comme la verrière de la tribune (datée de 1878). La nef présente une série de six verrières réalisées en 1903 par Joseph-Prosper Florence, en particulier la baie 8 pour laquelle il crée une grisaille permettant le remploi de trois panneaux du 13e siècle. En face, la  verrière  appartient à l'ensemble créé par Joseph-Prosper Florence pour la nef de l'église. Cette verrière se compose d'une grisaille ornementale dans laquelle sont insérés trois médaillons figurant l'Agonie du Christ au jardin des Oliviers, la Flagellation et l'Ecce Homo, avec l'inscription "J.-P. Florence & Cie, Tours, 1903". Elle a été réalisée en pendant de celle de la baie 8, réemployant trois panneaux du 13e siècle figurant la Crucifixion, la Résurrection et le Christ en Majesté

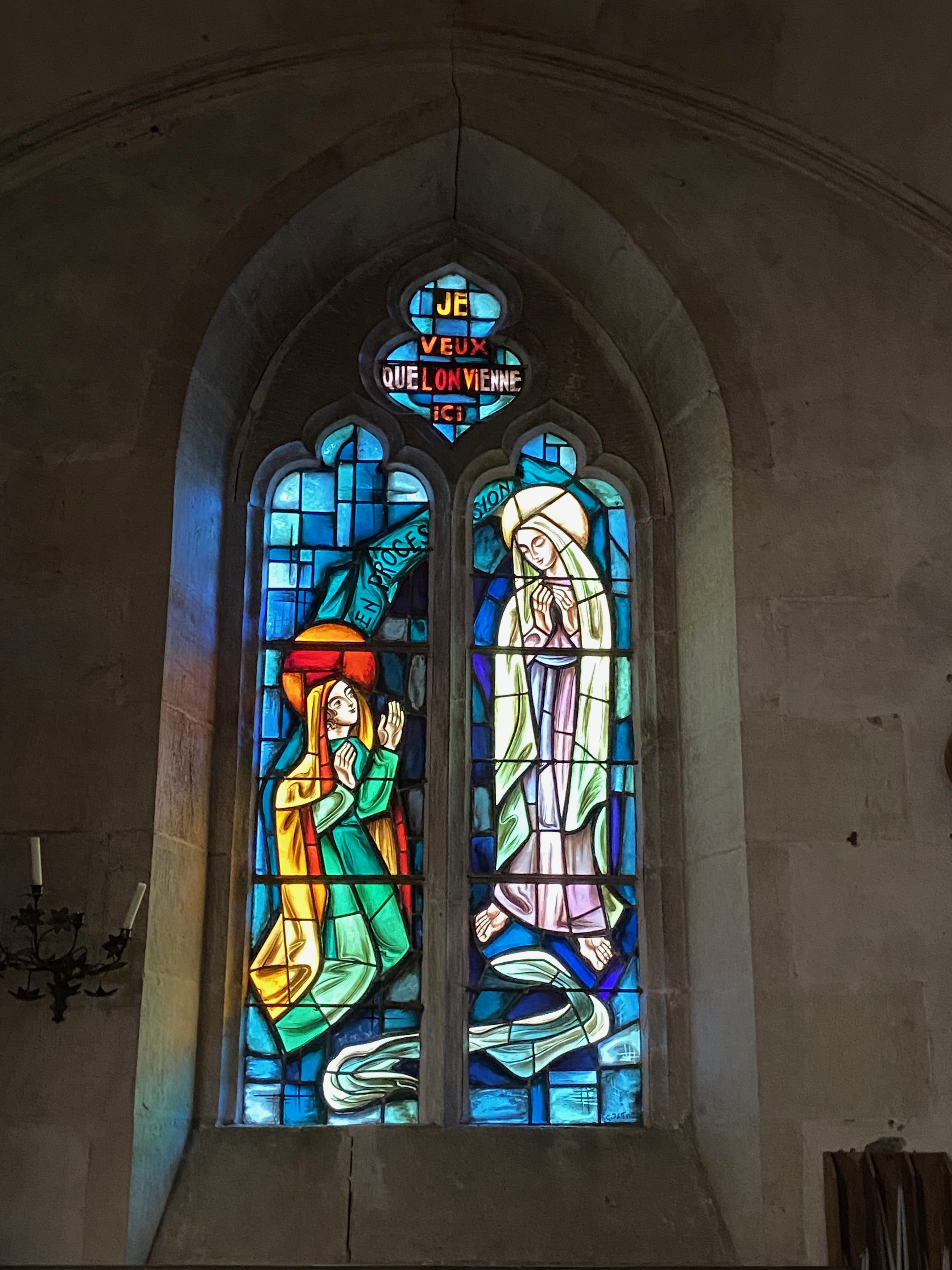
Notre Dame de Lourdes par Georges Dettviller
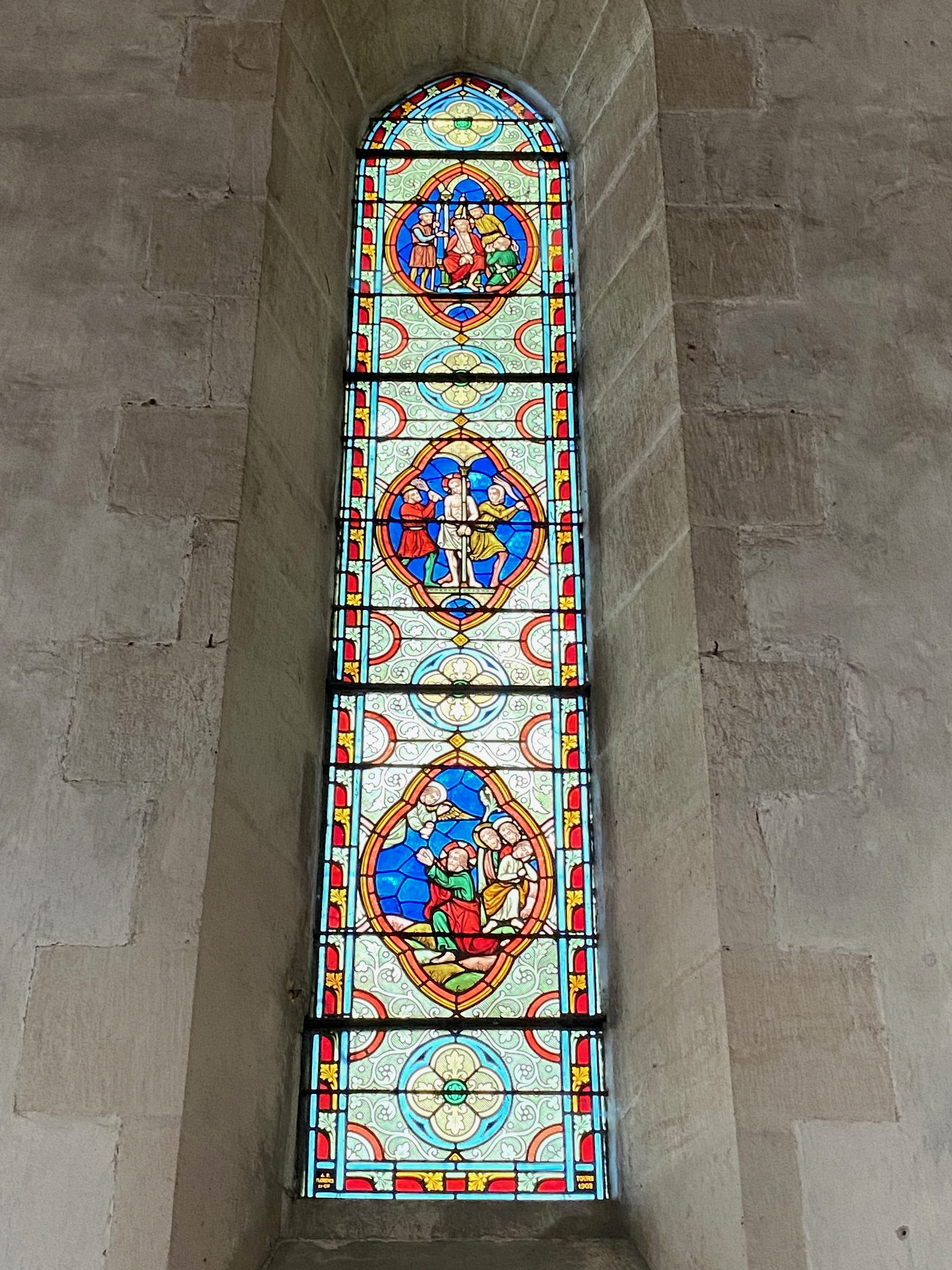
Médaillons par Joseph-Prosper Florence
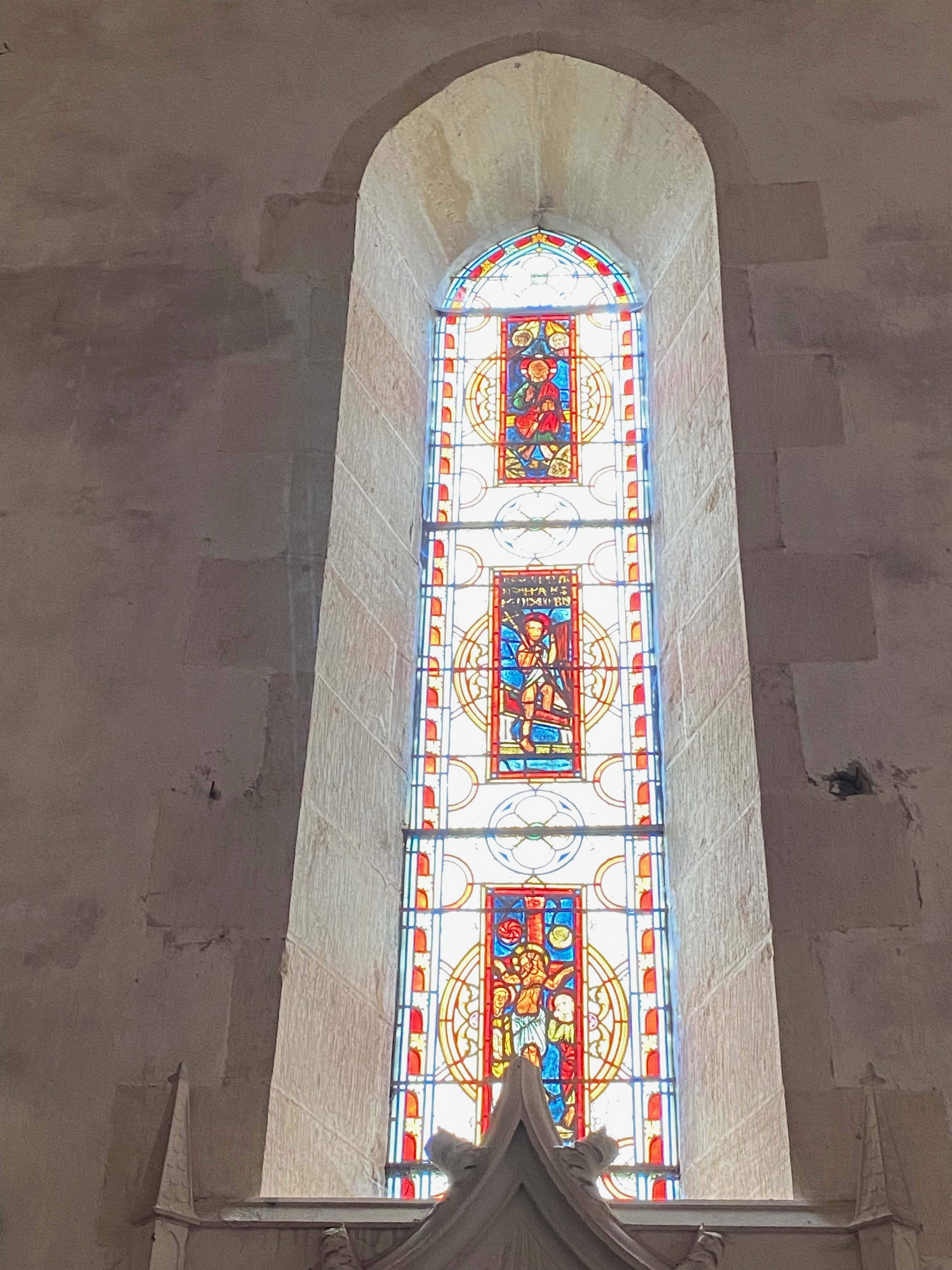
Vitraux anciens, mis en place par Joseph-Prosper Florence

La chapelle de la Vierge au nord de la nef possède en baie 3 un vitrail de Georges Dettviller,  postérieur à 1945. Cette verrière représente l'apparition de la Vierge à Bernadette Soubirous. Une inscription qui se déploie depuis le jour de tympan reprend les paroles de la Vierge : « Je veux que l'on vienne ici en procession ».